# Ivana Duvančić
Ivana Duvančić (28 de octubre de 2004) es una deportista croata que compite en taekwondo.
Ganó una medalla de bronce en el Campeonato Mundial de Taekwondo de 2022 y una medalla de bronce en el Campeonato Europeo de Taekwondo de 2022. En los Juegos Europeos de Cracovia 2023 consiguió una medalla de oro en la categoría de –53 kg.

## Palmarés internacional
| Campeonato Mundial | Campeonato Mundial       | Campeonato Mundial | Campeonato Mundial |
| Año                | Lugar                    | Medalla            | Categoría          |
| ------------------ | ------------------------ | ------------------ | ------------------ |
| 2022               | Guadalajara (México)     | Medalla de bronce  | –53 kg             |
| Juegos Europeos    |                          |                    |                    |
| Año                | Lugar                    | Medalla            | Categoría          |
| 2023               | Krynica-Zdrój (Polonia)  | Medalla de oro     | –53 kg             |
| Campeonato Europeo |                          |                    |                    |
| Año                | Lugar                    | Medalla            | Categoría          |
| 2022               | Mánchester (Reino Unido) | Medalla de bronce  | –53 kg             |